# Fränzi Madörin

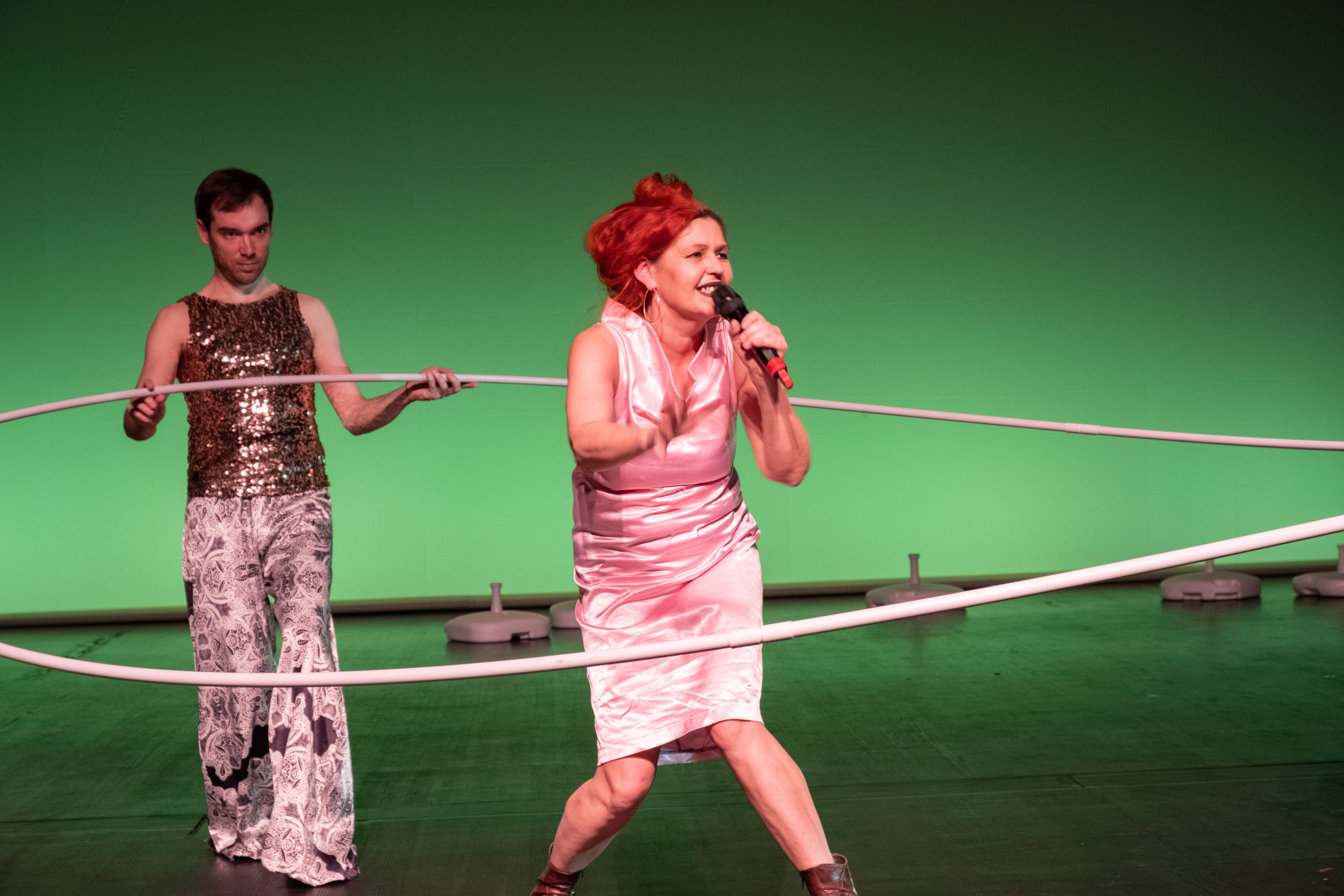
Fränzi Madörin mit Chris Hunter während der Show «Let's sing Arbeiterin*» von Les Reines Prochaines und Freundinnen*, 2019

Fränzi Madörin (* 4. Oktober 1963 in Basel) ist Schweizer Musikerin und arbeitet als Künstlerin mit Performance, Installation, Audio und Video. Ihre musikalischen Darbietungen bestehen aus Songs und improvisierten Erzählungen die aus der Situation heraus und im Dialog mit dem Publikum entstehen. Ausstattung, Kostüme und Körperprothesen sind wichtige Elemente ihrer Solo-Auftritte, in den gemeinsamen Auftritten mit der Frauenmusikperformancegruppe Les Reines Prochaines und in den performativen Videos mit Muda Mathis, Sus Zwick. Mit verschiedenen Künstlerinnen entwickelt sie Video, Performance- und Bühnenprogramme wie zum Beispiel für die Grenzgemeinde Gottlieben Die Gottlieber Revue, die Bühnenproduktion Let's sing Arbeiterin* und Alte Tiere Hochgestapelt, letzteres eine Produktion des Theaters Basel.

## Leben
Fränzi Madörin wuchs in Muttenz auf. Schon vor ihrer Ausbildung 1985 bis 1988 als Damenschneiderin entwarf sie Kostüme und Ausstattungen für das Theater und sammelte Erfahrungen mit dem Medium Radio. Seit 1988 ist sie Teil der Frauenmusikperformancegruppe Les Reines Prochaines (1987) und der Atelier- und Produktionsgemeinschaft VIA Basel (AudioVideoKunst, 1988). Mit audiovisuellen Produktionen, Band, Performance und Installation ist sie in Basel und international aktiv. Sie lebt und arbeitet in Basel.

## Werk
Madörin arbeitet vor allem als Live-Performerin und Moderatorin, im Ausstellungsformat mit Audioinstallationen, Audiowalks und Videopräsentationen.
1987 gründeten Muda Mathis, Teresa Alonso und Regina Florida Schmid die Performancemusikgruppe Les Reines des Couteaux, ab 1988 Les Reines Prochaines, die mit wechselnder Besetzung – Fränzi Madörin, Pipilotti Rist, Gabi Streiff, Sus Zwick, Sibylle Hauert, Michèle Fuchs und Barbara Naegelin – auftritt. Als Band aus Basel formierten sie sich während der Jugend- und Frauenbewegung der 1980er mit der Intention traditionelle Kunst- und Geschlechtergrenzen zu hinterfragen und spielen bis heute vor internationalem Publikum Dada, Fluxus und Punk.
Anlässlich des Schweizer Bundesfeiertags am 1. August 2020 ehrte die Schweizer Nationalphonothek mit der Aufschaltung und Ausstrahlung den Song von Fränzi Madörin und Les Reines Prochaines mit dem Titel Zu unserer Verfassung und bezeichnete den Titel als: «rockige Neuinterpretation», «signiert von einer historischen Frauenband» und «als unterhaltsam kritische Rückschau auf die Reform der Bundesverfassung 1999».

## Auszeichnungen
- 2022: Basler Kulturpreis, Les Reines Prochaines and Friends*, mit Fränzi Madörin, Muda Mathis und Sus Zwick, Chris Regn, Marcel Schwald, Sibylle Aeberli, Sibylle Hauert, David Kerman, Lukas Acton, Dorothea Schürch, Chris Hunter und Michèle Fuchs[7]
- 2019: Performancepreis Schweiz / Publikumspreis[8]: Manifesto Reflex Collective, mit Monika Dillier, Iris Ganz, Sibylle Hauert, Lysann König, Fränzi Madörin, Muda Mathis, Dorothea Mildenberger, Sarah Elena Müller, Barbara Naegelin, Chris Regn, Andrea Saemann, Dorothea Schürch, Sus Zwick.
- 2019: Schweizer Musikpreis[9], Les Reines Prochaines, Michèle Fuchs / Fränzi Madörin / Muda Mathis / Sus Zwick
- 1996: Videopreis VIPER Lucerne für das Video Babette von Fränzi Madörin, Muda Mathis, Sus Zwick

## Performance / Projekte / Bühne
- 2024: performative Release des neuen Albums Scissor*hood[10]

- 2020: Alte Tiere hochgestapelt,[11][12][13] Les Reines Prochaines and friends, Lucas Acton, Sibylle Aeberli, Michèle Fuchs, Sibylle Hauert, Chris Hunter, David Kerman, Chris Regn, Marcel Schwald, Dorothea Schürch, Oper[14], Theater Basel[15]
- 2020: staubsauger hula, mit Chris Regn, Must or Not – Kaskadenkondensator Basel
- 2019: Die längste Nacht, Chris Regn mit Fränzi Madörin: Gesteigerte Heiterkeit, Kunstraum Walcheturm, Zürich[16]
- 2019: Humbug Club, Basel, Freundschaftsabend auf querer Bühne, mit Les Reines Prochaines, Evi, Nic & C und vielen aufregenden Gästen[17]
- 2019: Let's sing Arbeiterin*[18][19][20], Les Reines Prochaines, Lucas Acton, Sibylle Aeberli, Michèle Fuchs, Sibylle Hauert, Chris Hunter, David Kerman, Chris Regn, Marcel Schwald, Dorothea Schürch, Kaserne Basel, Theaterhaus Gessnerallee Zürich, Tojo Theater Bern
- 2016: Dragking / Trekking Show, VIA Studio, Kaskadenkondensator Basel, Lido Berlin
- 2015: Russia is a man, Anca Daucikova, Muda Mathis, Sus Zwick, Iris Ganz, Fränzi Madörin, Performance-Lesung, Ausstellungsraum Klingental
- 2014: Gottlieber Revue[21], mit Evi, Nic & C. Chris Regn, Evi Wiemer, Karin Kröll, Katharina Friese, Muda Mathis, Sus Zwick, Michèle Fuchs, Fränzi Madörin, Sibylle Hauert, David Kerman, Dorothea Schürch, Bärbel Schwarz, Bena Zemp, Martin Chramosta, Franziska Welti, Christoph Oertli, Andrea Saemann
- 2009: Die schwitzende Löwin, Wildwuchsfestival Kaserne Basel, ein Art(en)tertainment Abend mit Les Reines Prochaines und Gästen
- 2007: Purity and Danger,  Eine Kunstaktion mit der Künstlerinnengruppe Tischgespräche für das Museum der Kulturen Basel auf dem Münsterplatz.
- 2007: The Great Songbook Of Inspired Clouds, Les Reines Prochaines u. a., Kaserne Basel

## Kollektive Projekte, Kunst am Bau und im öffentlichen Raum (Auswahl)
- 2001: Glückliches Radio: Radio Felix, Hörstück in Folgen, Muda Mathis, Sus Zwick, Fränzi Madörin, Hipp Mathis u. a., Platter Spital, Basel, Kunstkredit, Basel
- 2001: Nie gesehene Perlen, Fernsehsendung, Muda Mathis, Sus Zwick, Fränzi Madörin, u. a. Wanderlust, Point de Vue und Viper, Basel DV, 57‘
- 2003: Audiotunnel, Audioinstallationen, Muda Mathis, Sus Zwick, Fränzi Madörin, Museum für Kommunikation, Bern
- 2007: Bonanza II, Video, Letzigrund Stadion, Amt für Hochbauten, DV, 3’, Muda Mathis/Sus Zwick
- 2007: Purity and Danger, Aktion, Münsterplatz, Museum der Kulturen, Basel, mit Künstlerinnengruppe Tischgespräche
- 2008: The road to nieu Bethesda, ein Kooperationsprojekt organisiert von Monika Dillier und Andrea Saemann mit südafrikanischen und Schweizer Künstlerinnen.
- 2009: Das prekäre des Vertikalen, Fotografie, Foyer Stadttheater Winterthur Saison 2009/10, Muda Mathis/Sus Zwick
- 2010: Die Tankstelle, Fotografie, plastische Objekte, UPK Basel, Ökonomiegebäude, Personalrestaurant, Muda Mathis/Sus Zwick
- 2014: Der Elefant ist da, Zehn imaginäre Skulpturen für den Helvetiaplatz Bern, ein Hörspaziergang von Muda Mathis, Sus Zwick und Fränzi Madörin
- 2016 Performance Chronik Band II Aufzeichnen und Erinnern (1987–2006), Publikation, Diaphanes Verlag Zürich/Berlin
- 2018 Performance Art Roll On, Broschüre, zur Ausstellung Performance Process, Cooperation mit dem Kaskadenkondensator, Performance Chronik Basel und ApresPerf
- 2021: Performanceevent im öffentlichen Raum: Die Raum,– Basel Dreirosenbrücke, mit Chris Regn und David Kerman[22]
- 2021 Andrea Saemann und ihr Werk Podcast in 12 Folgen, Muda Mathis, Chris Regn und Andrea Saemann
- 2022 BANG BANG translokale Performance Geschichte:n, Ausstellungsprojekt von Revolving Histories organisiert und kuratiert von der Performance Chronik Basel, Andrea Saemann, Chris Regn, Muda Mathis, Lena Eriksson und PANCH, Museum Tinguely, Basel[23]
- 2022/23: Das Projekt Erstes Manifest grosser und angesehener Künstlerinnen war im Rahmen der Ausstellung Fun Feminism täglich vom 16ten Dezember 2022 bis 19ten März 2023 zwischen 18 und 20 Uhr auf dem Lichtfries des Neubaus des Kunstmuseum Basel zu sehen.[24]
- 2023 Video Total 35 Jahre VIA VideoAudioKunst Ausstellung und Radiosendung, Amerbachstudios und RadioX[25]

## Ausstellungen (Auswahl)
- 2023: Das Gefüge, Kaskadenkondensator Basel[26]
- 2021: Video Window, Walcheturm und Galerie Stephan Witschi, Zürich
- 2013: Einzelausstellung Chris Regn in 14 Zusammenarbeiten mit Annekäthi Wehrli, Ewjenia Tsanana, Birgit Kempker, Iris Baumann, Fränzi Madörin, Sarah Elan Müller, Muda Mathis und Sus Zwick mit Barbara Naegelin und Chris Regn.
- 2012: Traurig, traurig – Himmeltraurig, Kaskadenkondensator Basel[27]
- 2010: Fränzi Madörin, Muda Mathis, Sus Zwick, Kunsthalle Arbon[28]
- 2010: Das unsichtbare Licht, 11-Kanal Audioinstallation, mit Muda Mathis und Sus Zwick, Kunsthalle Arbon
- 2008: Tiden Wetter und anderes, Audiowalk  zu Bildern von Mireille Gros. Ausstellung im Rahmen des Projekts Sommergäste im Museum Langmatt, Baden
- 2008: Glücksmaschine, Eine Gruppenausstellung im Selbstversuch, Tischgespräche, Ausstellungsraum Klingental Basel
- 2008: Mireille Gros, Fränzi Madörin, Museum Langmatt, Baden[29]
- 2006: Meine Chinesin, o.T. Raum für aktuelle Kunst[30]
- 2003: Monts et Merveilles, Sechs-Kanal Videoinstallation, mit Muda Mathis und Sus Zwick, Kunstmuseum Olten, Plug.In, Regionale 2004, Basel
- 1996: Babette, Drei-Kanal Videoinstallation, mit Sus Zwick und Muda Mathis, CAN Centre d’Art Neuchâtel, Ausstellungsraum o. T. Luzern, Amtshimmel Baden
- 1995: Sofies Himmel, Fünf-Kanal Videoinstallation, mit Sus Zwick und Muda Mathis, Kunstmuseum Thurgau, Kartause Ittingen, CAN Centre d'art Neuchâtel
- 1989: Die Tempodrosslerin saust, 14-Kanal Videoinstallation, mit Pipilotti Rist und Les Reines Prochaines, Kunsthalle St. Gallen

## Videos
- 2013: The golden Landscape of Feminism – making of, mit Muda Mathis und Sus Zwick
- 2008: Im Warenhaus,  2 Kanal Beamarbeit 7’ DV Ton
- 2006: Kiev Connection, Video DV 45', mit Muda Mathis und Sus Zwick mit Les Reines Prochaines
- 2004: Das ideale Atelier Video DV, 16' mit Muda Mathis und Sus Zwick
- 2002: Les Reines Prochaines im Thurgau, 5 Clips, DV, 10‘, Les Reines Prochaines
- 2002 Fernsehsendung, mit Muda Mathis und Sus Zwick, u. a. Wanderlust, Point de Vue und Viper, Basel DV, 57‘
- 1996: Babette, Video U-Matic, 15', engl./dt. U.-Titel Fränzi Madörin, Muda Mathis, Sus Zwick mit Babette Zaugg
- 1993: Die lustigen Weiber von Windsor, U-Matic Low, 2’20’’ Muda Mathis und Fränzi Madörin,
- 1992: Mehr noch als schlafen und arbeiten, Sus Zwick, Fränzi Madörin, U-Matic Low, 25’
- 1992: Anderes Leben – anderes lernen, Sus Zwick, Fränzi Madörin, U-Matic Low, 10’
- 1989: Die Tempodrosslerin saust, in Zusammenarbeit mit Pipilotti Rist und Les Reines Prochaines

## Kompositionen / Audio Editionen
- 2007: Vereinsglück, Video 3’ anlässlich von Zuckerbrot und Peitsche, Event von Tischgespräche im Projektraum M54 Basel
- 2004: Hoi Maja, Filmmusik, mit Michèle Fuchs, Hipp Mathis, Les Reines Prochaines
- 2002: Utes Ende, mit Les Reines Prochaines, Filmmusik für Nathalie Percillier und Lilly Besilly
- 1999: Hartes Brot, Filmmusik, Les Reines Prochaines mit Sibylle Hauert
- 1997: Sissy, mit Sus Zwick, Musik zur Choreografie von Roger Merguin
- 1995: Hotel Vitus, Musik zur Choreografie Hotel Vitus von Roger Merguin
- 1994: Fieberklee, Musik zur Choreografie Fieberklee von Roger Merguin
- 2005: Starke Kränze, CD Single
- 2003: Protest und Vasen, CD
- 2000: Glückliches Radio, CD, Hörstück in Folgen, mit Muda Mathis, Sus Zwick u. a.
- 1999: Alberta, CD
- 1999: Le coeur en beurre, doublegras, CD
- 1994: Dumme Siech, CD Single
- 1993: Lob Ehre Ruhm Dank, LP
- 1993: Schweiss und Tränen, CD Single

## Diskografie
- 1990: Jawohl, sie kann’s. Sie hat’s geschafft. (LP/CD)
- 1993: Lob Ehre Ruhm (LP/CD)
- 1995: Le coeur en beurre double gras (CD)
- 1999: Alberta (CD)
- 2003: Protest und Vasen (CD)
- 2005: Starke Kränze (CD)
- 2013: Blut (CD)
- 2017: Schlafen ist individuelle Anarchie. (limited vinyl single LRP009)
- 2020: Zu unserer Verfassung (CD)
- 2021: Let's sing Arbeiterin*! (CD)
- 2024: Scissor*hood, Album unrecord[31]

## Filme
- Die Hamburger Filmemacherin Claudia Willke realisierte 2012 den Dokumentarfilm Les Reines Prochaines – alleine Denken ist kriminell mit der Basler Freihändler Filmproduktion als Koproduktion mit Schweizer Radio und Fernsehen (Dokumentarfilm TV-Fassung 52 min, Festival-Fassung 77 min)